# بوصلة جيروسكوبية

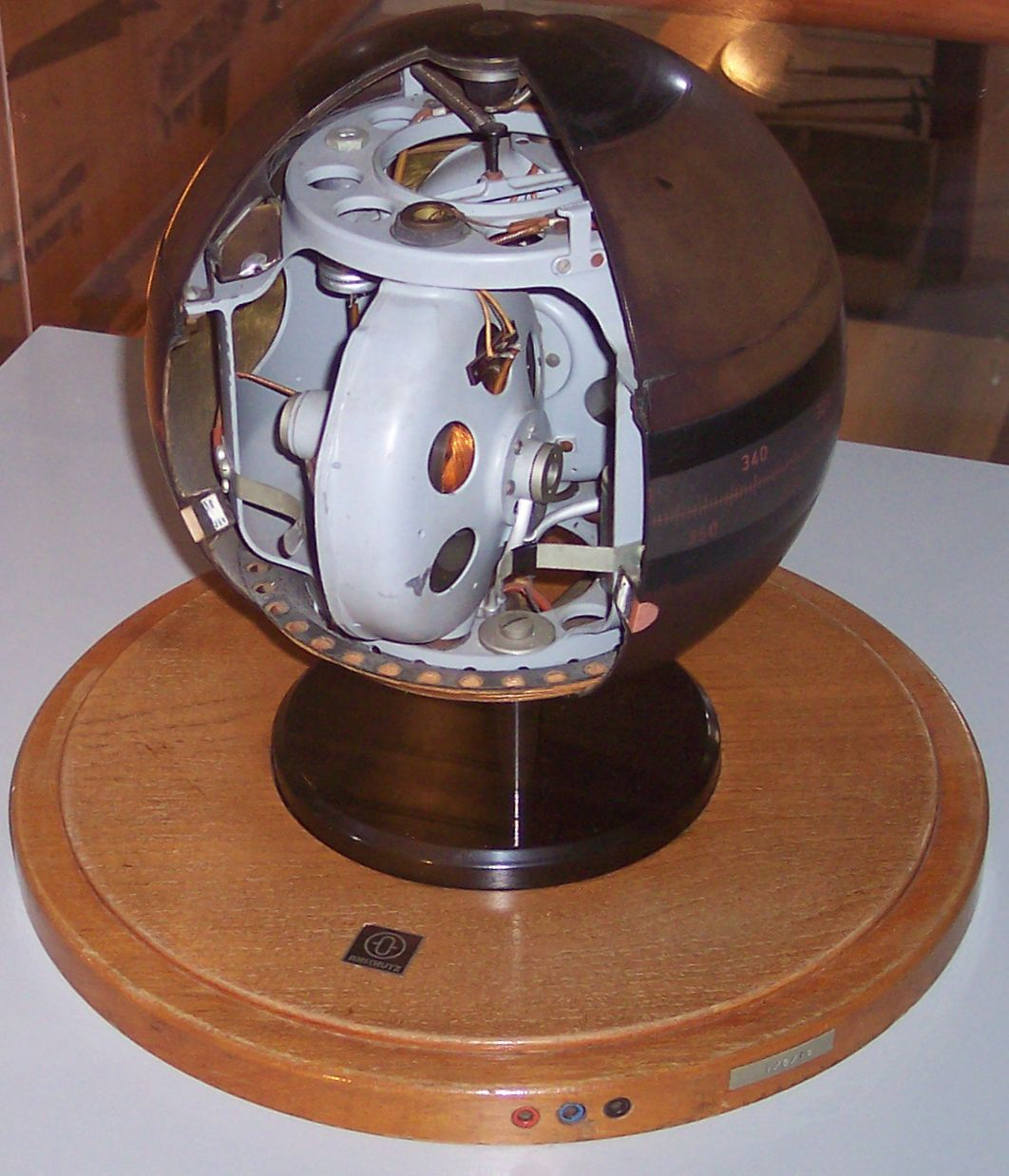
صورة تبين الأجزاء الداخلية البوصلة الجيروسكوبية

البُوصلَة الدوَّارة أو البوصلة الجيروسكوبية (بالإنجليزية: Gyrocompass)‏ هي بوصلة غير مغناطيسية متواجدة بالسفن خاصة تعتمد في مبدأ عملها على ظاهرتين طبيعيتين هما المداورة بالإنجليزية Precession والبندولية بالإنجليزية pendulosity ومن خلالهما معا يتم حفظ التوجه لنقطة ثابتة وفق مبدأ حفظ الزخم الزاوي أي البحث عن الشمال بسبب دوران الأرض حول محورها الذي يتسبب في حركة جيروسكوبية ناتجة عن عزم الدوران وبها توجه نفسها بشكل صحيح إلى دائرة حول الشمال الحقيقي بمساعدة الجاذبية الأرضية في شكل ثقل بندولي اسفل المنظومة ويتم تخميد حركتها في النهاية بواسطة مجموعة مختلفة من الطرق المعتمدة أما باستخدام نوابض أو سوائل أو نظم كهروميكانيكية نشطة.
تتكون البوصلة من قرص يوضح الاتجاهات الأربعة بدقة يحركه منظومة معقدة يعتمد بالأساس على عجلة تدور بسرعة عالية حول محور أفقي يتحرك بحرية في محاور متعددة متزنة وذات تفضيل متحكم به عن طريق اثقال أو نوابض نظم كهروميكانيكية نشطة. بعد انقضاء زمن استقرارها (استقرار البوصلة الجيروسكوبية) وعند توجيه المنظومة لاتجاه ما تتحرك المنظومة عائدة للشمال الحقيقي وبذلك تبين الجهات الأصلية على حقيقتها، وتستخدم بصفة خاصة على سطح السفن حيث لا تتأثر بميلانها أو انحراف اتجاهها أو بتأثير المواد المغناطيسية للبدن  وتواجه البوصلة الجيروسكوبية بعض القصور في الأداء إذا تم تحريكها بسرعة كبيرة في اتجاه الشرق إلى الغرب، نظرًا لأن وظيفة البحث عن الشمال في البوصلة الجيروسكوبية تعتمد على الدوران حول محور الأرض الذي يتسبب في حركة جيروسكوبية ناتجة عن عزم الدوران، وبالتالي لن توجه نفسها بشكل صحيح إلى الشمال الحقيقي إذا تم تحريكها بسرعة كبيرة في اتجاه الشرق إلى الغرب بسبب ان الحركة تلاشي دوران الأرض، لذلك لا تستخدم الطائرات بوصلة جيروسكوبية بالمعنى الحرفي لكن تستخدم مؤشرات الاتجاه الجيروسكوبات او الجيروسكوبات الاتجاهية، وهي ليست بوصلات جيروسكوبية كما وضح سابقا ولا تحاذي نفسها إلى الشمال عن طريق الحركة الاستباقية، ولكنها مجرد اقراص جيروسكوبات عادية و يتم إعادة ضبطها دوريا يدويًا مع الشمال المغناطيسي لذلك لا تعتبر النوعيات المستخدمة في الطائرات بوصلات جيروسكوبية كما هي النوع المتواجد في السفن.

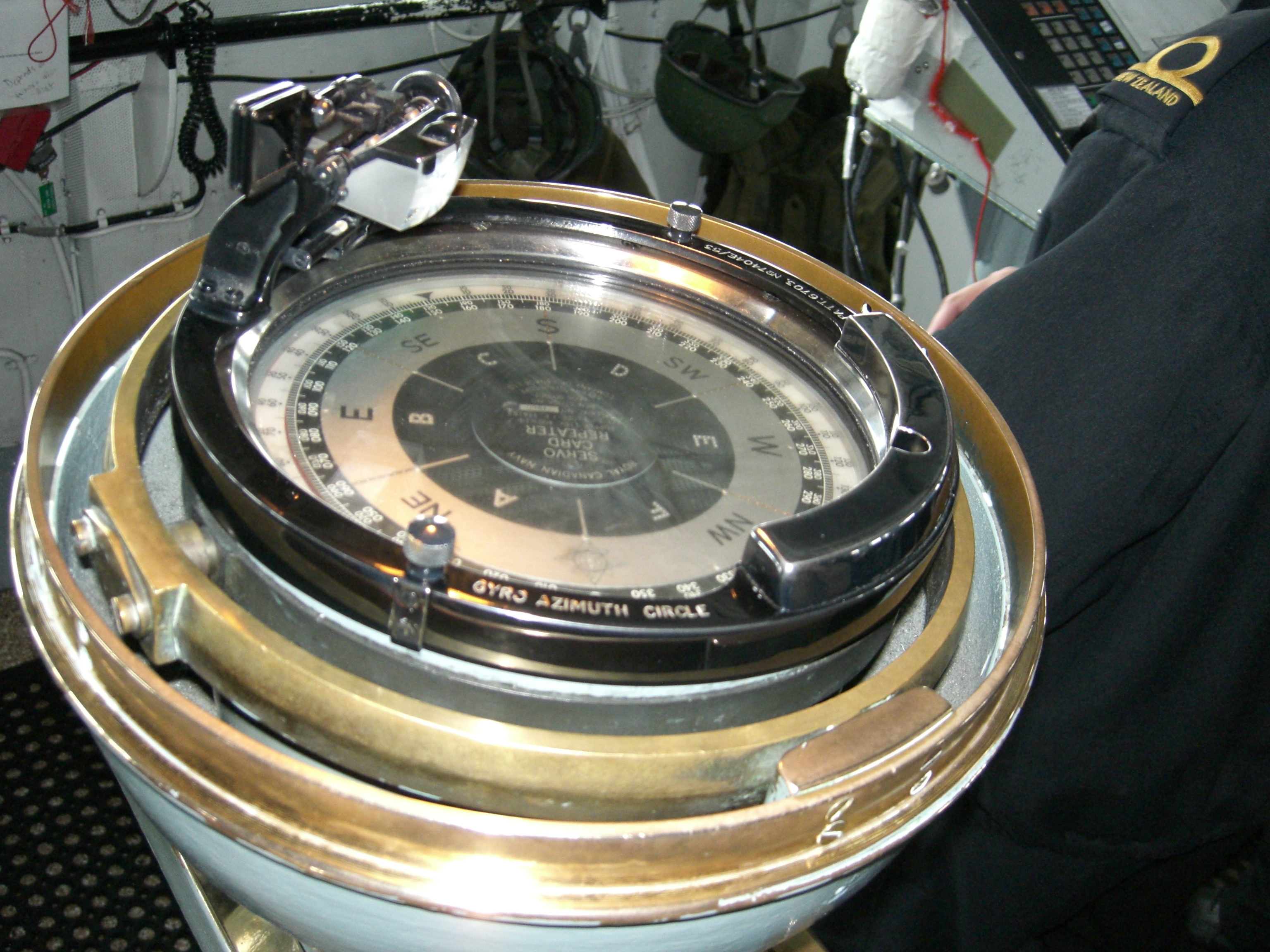
قرص البوصلة الجيروسكوبية والذي توضح به الاتجاهات

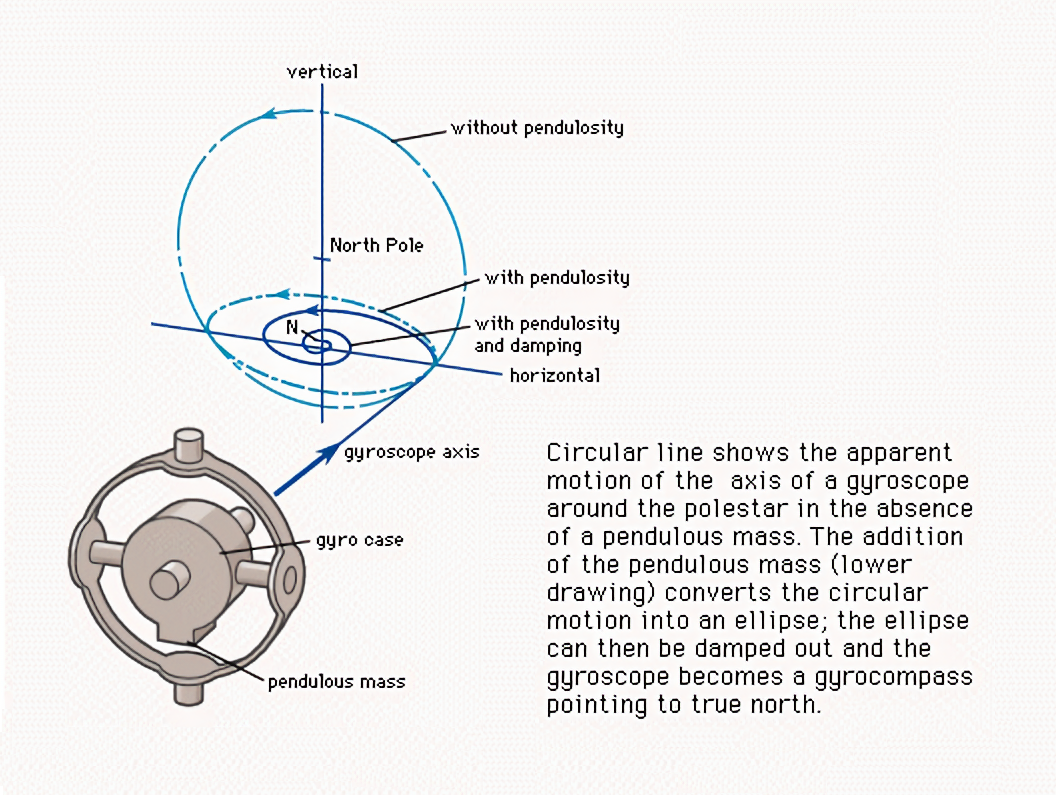
يقوم الثقل البندولي اسفل الطوق بتحويل الحركة الدورانية حول نجم الشمال إلى حركة بيضاوية ثم يتم تخميد الحركة بعدها لتستقر في اتجاه ثابت